# Sillavengo
Sillavengo (piemontiul: Silavengh) település Olaszországban, Piemont régióban, Novara megyében. Lakosainak száma 552 fő (2023. január 1.). Sillavengo Arborio, Briona, Carpignano Sesia, Castellazzo Novarese, Ghislarengo, Landiona és Mandello Vitta községekkel határos.

## Népesség
A település lakossága az elmúlt években az alábbi módon változott:
| Lakosok száma | 563  | 560  | 552  |
|               | 2017 | 2018 | 2023 |